# إدواردو سانشيز
إدواردو سانشيز (بالإنجليزية: Eduardo Sánchez)‏ هو كاتب سيناريو ومنتج أفلام ومخرج أمريكي وكوبي، ولد في 20 ديسمبر 1968 في كوبا.

## وصلات خارجية
- إدواردو سانشيز على موقع IMDb (الإنجليزية)
- إدواردو سانشيز على موقع ألو سيني (الفرنسية)
- إدواردو سانشيز على موقع أول موفي (الإنجليزية)
- إدواردو سانشيز على موقع قاعدة بيانات الأفلام السويدية (السويدية)
- إدواردو سانشيز على موقع إن إن دي بي (الإنجليزية)
- إدواردو سانشيز على موقع قاعدة بيانات الفيلم (الإنجليزية)
- إدواردو سانشيز على موقع كينوبويسك (الروسية)